# Tunežice
Tunežice jsou místní částí obce Ladce v okrese Ilava.
Nachází se v Povážském podolí, v podcelku Ilavská kotlina, na levé nivě Váhu v nadmořské výšce 247 m n. m. Leží na silnici I/61, 1,5 km jihozápadně od centra Ladců, se kterými je již téměř stavebně spojená.
Jihovýchodně od Tunežic se v Podmanínské pahorkatině rozkládají rozsáhlé lomy na vápenec pro cementárnu v Ladcích.